# André Béranger
Pour les articles homonymes, voir Béranger.
André Béranger, né le 6 décembre 1907 à Suresnes (Seine) et mort le 1er septembre 2006 à Suresnes (Hauts-de-Seine), est un homme politique français.

## Biographie
Ouvrier métallurgiste à l'usine Renault de Boulogne-Billancourt, il est engagé dès les années 1920 dans le syndicalisme CFTC. Mobilisé en 1939, il participe après son retour à la vie civile à la résistance, ce qui le conduit à quitter la capitale pour la Nièvre.
Il adhère à la Libération au Mouvement Républicain Populaire. Tête de liste de ce parti pour l'élection de la première constituante en 1945, il obtient 25,7 % des voix et est élu, et réélu en juin 1946 avec 26,2 %. Son activité parlementaire pendant cette période est assez restreinte.
De nouveau candidat en novembre 1946, il perd une bonne partie de son électorat mais, avec 16,1 % des voix, retrouve tout de même son siège.
En 1951, cette désaffection de l'électorat se confirme. Sa liste n'obtient que 6,2 % des voix et Béranger perd son siège de député.
Il abandonne alors la vie politique. Il revient d'abord au syndicalisme, puis se consacre à sa carrière, étant devenu cadre dirigeant de Renault.
En 1958, cependant, il fait partie des rares soutiens à Georges Bidault dans la création d'un parti « Démocratie chrétienne », dont l'orientation principale est le soutien à l'Algérie Française.
En 1937, il épouse Jeanne Sauvegrain avec laquelle il a 4 enfants dont l'aîné François Béranger auteur, compositeur, interprète.

## Détail des fonctions et des mandats
Mandats parlementaires
- 21 octobre 1945 - 10 juin 1946 : Député de la Nièvre
- 2 juin 1946 - 27 novembre 1946 : Député de la Nièvre
- 10 novembre 1946 - 4 juillet 1951 : Député de la Nièvre